# Großer Preis von San Marino 2001
Der Große Preis von San Marino 2001 (offiziell Gran Premio Warsteiner di San Marino 2001) fand am 15. April auf dem Autodromo Enzo e Dino Ferrari in Imola statt und war das vierte Rennen der Formel-1-Weltmeisterschaft 2001.

## Berichte

### Hintergrund
Nach dem Großen Preis von Brasilien führte Michael Schumacher in der Fahrerwertung mit sechs Punkten vor David Coulthard und mit 16 Punkten vor Rubens Barrichello. In der Konstrukteurswertung führte Ferrari mit 15 Punkten vor McLaren-Mercedes und mit 28 Punkten vor Sauber-Petronas.
Für Gastón Mazzacane sollte es das letzte Grand Prix-Wochenende werden.
Mit Michael Schumacher (dreimal), Heinz-Harald Frentzen und Coulthard (jeweils einmal) traten drei ehemalige Sieger zu diesem Grand Prix an.

### Training

#### Freitagstraining
Im freien Training am Freitag erzielte Michael Schumacher die schnellste Runde vor seinem Teamkollegen Barrichello und seinem Bruder Ralf Schumacher.

#### Samstagstraining
Im Samstagstraining waren die Ferrari wieder die Schnellsten, Michael Schumacher erneut vor Barrichello. Drittschnellster wurde Coulthard.

### Qualifying
Im Qualifying erzielte Coulthard mit 1:23,054 Minuten die Pole-Position vor Mika Häkkinen und Ralf Schumacher.

### Warm Up
Der Schnellste im Warm Up war Jenson Button. Ihm folgten Coulthard und Ralf Schumacher.

### Rennen
Der Start war für die McLaren-Piloten auf den ersten beiden Startplätzen nicht gut und sie wurden direkt von Ralf Schumacher überholt. Auch Jarno Trulli verbesserte sich um zwei Positionen und reihte sich zwischen Coulthard und Häkkinen auf Position drei ein. Nach der ersten Runde führte Ralf Schumacher vor Coulthard, Trulli, Häkkinen, Michael Schumacher und Juan Pablo Montoya.
In den ersten Runden setzten sich die beiden Führenden vom drittplatzierten Trulli ab. Währenddessen hatte Michael Schumacher kurzzeitig Probleme mit seinem Ferrari und fiel hinter Montoya, Olivier Panis und Barrichello zurück. Die Probleme traten danach nicht wieder auf, sodass Schumacher wieder die gleichen Rundenzeiten wie sein Teamkollege vor ihm fahren konnte. Dieser übte derweil Druck auf den davor fahrenden Panis aus und überholte ihn schließlich in der siebten Runde. In der darauf folgenden Runde gelang es auch Michael Schumacher Panis zu überholen.
An der Spitze des Feldes blieben unterdessen die Platzierungen unverändert. Ralf Schumacher und Coulthard setzten sich kontinuierlich von Trulli ab, hinter dem sich die Verfolger einer nach dem anderen aufstauten. Die Verfolgergruppe bestand nach wenigen Runden aus Trulli, Häkkinen, Montoya, Barrichello und Michael Schumacher.
Während sich Ralf Schumacher von Coulthard ein wenig absetzte, fiel Kimi Räikkönen aufgrund einer gebrochenen Lenkung aus. In Runde 20 erlitt der Ferrari von Michael Schumacher einen Reifenschaden und er musste langsam an die Boxengasse fahren. Dort wechselte man den Reifen und schickte ihn wieder auf die Rennstrecke. Kurz darauf musste Schumacher allerdings das Rennen aufgeben, da sich ein Teil an der Radaufhängung gelöst hatte.
In Runde 24 leitete Trulli als erster Fahrer der Spitzengruppe die Boxenstoppphase ein. Drei Runden später folgte ihm Montoya, der aufgrund von drei schnelleren Runden an Trulli vorbeikam – Gleiches gelang Häkkinen. Auch Coulthard und Ralf Schumacher gingen an die Box. Ralf Schumacher, der eine Runde länger auf der Strecke blieb, vergrößerte seinen Vorsprung auf Coulthard von fünf auf acht Sekunden. Barrichello war der Letzte der Top 6, der an die Box ging. Sein Boxenstopp kurz vor der Halbzeit des Rennens war kürzer als die seiner Kontrahenten und er kam vor Häkkinen wieder zurück auf die Strecke. Nach den ersten Boxenstopps führte demnach Ralf Schumacher vor Coulthard, Barrichello, Häkkinen und Montoya.
18 Runden vor Schluss war es Coulthard, der als erster Fahrer der Topteams zum letzten Boxenstopp kam. Ihm folgte eine Runde später Ralf Schumacher, der die Führung dadurch nicht verlor. Auch die anderen Fahrer kamen zum letzten Mal an die Box. Bei Montoya gab es Probleme beim Losfahren, der Motor des Williams ging kurzzeitig aus. Nach mehr als einer Minute konnte Montoya die Box wieder verlassen, musste das Rennen jedoch in derselben Runde mit Getriebeschaden aufgeben.
Bis zum Ende des Rennens änderte sich an den vorderen Positionen nichts mehr. Ralf Schumacher gelang in seinem 70. Grand Prix der erste Sieg in der Formel 1. Zweiter wurde Coulthard vor Barrichello. Die restlichen Punkte gingen an Häkkinen, Trulli und Frentzen.
Coulthard holte in der Weltmeisterschaft sechs Punkte auf Michael Schumacher auf, sodass beide nun punktgleich waren. Schumacher behielt jedoch die Führung, da er mehr Rennen gewann. In der Konstrukteurswertung blieb Ferrari vor McLaren-Mercedes, Williams-BMW war neuer Dritter.

## Meldeliste
| Team                        | Nr. | Fahrer                | Chassis        | Motor                 | Reifen |
| --------------------------- | --- | --------------------- | -------------- | --------------------- | ------ |
| Scuderia Ferrari Marlboro   | 01  | Michael Schumacher    | Ferrari F2001  | Ferrari 3.0 V10       | B      |
| Scuderia Ferrari Marlboro   | 02  | Rubens Barrichello    | Ferrari F2001  | Ferrari 3.0 V10       | B      |
| West McLaren Mercedes       | 03  | Mika Häkkinen         | McLaren MP4-16 | Mercedes-Benz 3.0 V10 | B      |
| West McLaren Mercedes       | 04  | David Coulthard       | McLaren MP4-16 | Mercedes-Benz 3.0 V10 | B      |
| BMW WilliamsF1 Team         | 05  | Ralf Schumacher       | Williams FW23  | BMW 3.0 V10           | M      |
| BMW WilliamsF1 Team         | 06  | Juan Pablo Montoya    | Williams FW23  | BMW 3.0 V10           | M      |
| Mild Seven Benetton Renault | 07  | Giancarlo Fisichella  | Benetton B201  | Renault 3.0 V10       | M      |
| Mild Seven Benetton Renault | 08  | Jenson Button         | Benetton B201  | Renault 3.0 V10       | M      |
| Lucky Strike BAR Honda      | 09  | Olivier Panis         | BAR 003        | Honda 3.0 V10         | B      |
| Lucky Strike BAR Honda      | 10  | Jacques Villeneuve    | BAR 003        | Honda 3.0 V10         | B      |
| B&H Jordan Honda            | 11  | Heinz-Harald Frentzen | Jordan EJ11    | Honda 3.0 V10         | B      |
| B&H Jordan Honda            | 12  | Jarno Trulli          | Jordan EJ11    | Honda 3.0 V10         | B      |
| Orange Arrows Asiatech      | 14  | Jos Verstappen        | Arrows A22     | Asiatech 3.0 V10      | B      |
| Orange Arrows Asiatech      | 15  | Enrique Bernoldi      | Arrows A22     | Asiatech 3.0 V10      | B      |
| Red Bull Sauber Petronas    | 16  | Nick Heidfeld         | Sauber C20     | Petronas 3.0 V10      | B      |
| Red Bull Sauber Petronas    | 17  | Kimi Räikkönen        | Sauber C20     | Petronas 3.0 V10      | B      |
| Jaguar Racing               | 18  | Eddie Irvine          | Jaguar R2      | Ford Cosworth 3.0 V10 | M      |
| Jaguar Racing               | 19  | Luciano Burti         | Jaguar R2      | Ford Cosworth 3.0 V10 | M      |
| European Minardi F1         | 20  | Tarso Marques         | Minardi PS01   | European 3.0 V10      | M      |
| European Minardi F1         | 21  | Fernando Alonso       | Minardi PS01   | European 3.0 V10      | M      |
| Prost Acer                  | 22  | Jean Alesi            | Prost AP04     | Acer 3.0 V10          | M      |
| Prost Acer                  | 23  | Gastón Mazzacane      | Prost AP04     | Acer 3.0 V10          | M      |

## Klassifikationen

### Qualifying
| Pos.                                                                   | Fahrer                | Konstrukteur     | Zeit     | Start |
| ---------------------------------------------------------------------- | --------------------- | ---------------- | -------- | ----- |
| 01                                                                     | David Coulthard       | McLaren-Mercedes | 1:23,054 | 01    |
| 02                                                                     | Mika Häkkinen         | McLaren-Mercedes | 1:23,282 | 02    |
| 03                                                                     | Ralf Schumacher       | Williams-BMW     | 1:23,357 | 03    |
| 04                                                                     | Michael Schumacher    | Ferrari          | 1:23,593 | 04    |
| 05                                                                     | Jarno Trulli          | Jordan-Honda     | 1:23,658 | 05    |
| 06                                                                     | Rubens Barrichello    | Ferrari          | 1:23,786 | 06    |
| 07                                                                     | Juan Pablo Montoya    | Williams-BMW     | 1:24,141 | 07    |
| 08                                                                     | Olivier Panis         | BAR-Honda        | 1:24,213 | 08    |
| 09                                                                     | Heinz-Harald Frentzen | Jordan-Honda     | 1:24,436 | 09    |
| 10                                                                     | Kimi Räikkönen        | Sauber-Petronas  | 1:24,671 | 10    |
| 11                                                                     | Jacques Villeneuve    | BAR-Honda        | 1:24,769 | 11    |
| 12                                                                     | Nick Heidfeld         | Sauber-Petronas  | 1:25,007 | 12    |
| 13                                                                     | Eddie Irvine          | Jaguar-Cosworth  | 1:25,392 | 13    |
| 14                                                                     | Jean Alesi            | Prost-Acer       | 1:25,411 | 14    |
| 15                                                                     | Luciano Burti         | Jaguar-Cosworth  | 1:25,572 | 15    |
| 16                                                                     | Enrique Bernoldi      | Arrows-Asiatech  | 1:25,872 | 16    |
| 17                                                                     | Jos Verstappen        | Arrows-Asiatech  | 1:26,062 | 17    |
| 18                                                                     | Fernando Alonso       | Minardi-European | 1:26,855 | 18    |
| 19                                                                     | Giancarlo Fisichella  | Benetton-Renault | 1:26,902 | 19    |
| 20                                                                     | Gastón Mazzacane      | Prost-Acer       | 1:27,750 | 20    |
| 21                                                                     | Jenson Button         | Benetton-Renault | 1:27,758 | 21    |
| 22                                                                     | Tarso Marques         | Minardi-European | 1:28,281 | 22    |
| 107-Prozent-Zeit: 1:28,868 min (bezogen auf Bestzeit von 1:23,054 min) |                       |                  |          |       |

### Rennen
| Pos. | Fahrer                | Konstrukteur     | Runden | Stopps | Zeit        | Start | Schnellste Runde |
| ---- | --------------------- | ---------------- | ------ | ------ | ----------- | ----- | ---------------- |
| 01   | Ralf Schumacher       | Williams-BMW     | 62     | 2      | 1:30:44,817 | 03    | 1:25,524 (27.)   |
| 02   | David Coulthard       | McLaren-Mercedes | 62     | 2      | + 4,352     | 01    | 1:25,569 (44.)   |
| 03   | Rubens Barrichello    | Ferrari          | 62     | 2      | + 34,766    | 06    | 1:26,117 (46.)   |
| 04   | Mika Häkkinen         | McLaren-Mercedes | 62     | 2      | + 36,315    | 02    | 1:26,308 (61.)   |
| 05   | Jarno Trulli          | Jordan-Honda     | 62     | 2      | + 1:25,558  | 05    | 1:27,358 (20.)   |
| 06   | Heinz-Harald Frentzen | Jordan-Honda     | 61     | 2      | + 1 Runde   | 09    | 1:27,243 (36.)   |
| 07   | Nick Heidfeld         | Sauber-Petronas  | 61     | 2      | + 1 Runde   | 12    | 1:27,350 (57.)   |
| 08   | Olivier Panis         | BAR-Honda        | 61     | 2      | + 1 Runde   | 08    | 1:27,582 (47.)   |
| 09   | Jean Alesi            | Prost-Acer       | 61     | 2      | + 1 Runde   | 14    | 1:28,369 (44.)   |
| 10   | Enrique Bernoldi      | Arrows-Asiatech  | 60     | 2      | + 2 Runden  | 16    | 1:28,956 (37.)   |
| 11   | Luciano Burti         | Jaguar-Cosworth  | 60     | 1      | + 2 Runden  | 15    | 1:27,932 (29.)   |
| 12   | Jenson Button         | Benetton-Renault | 60     | 3      | + 2 Runden  | 21    | 1:29,096 (38.)   |
| –    | Tarso Marques         | Minardi-European | 50     | 2      | DNF         | 22    | 1:31,725 (38.)   |
| –    | Juan Pablo Montoya    | Williams-BMW     | 48     | 2      | DNF         | 07    | 1:26,385 (46.)   |
| –    | Eddie Irvine          | Jaguar-Cosworth  | 42     | 1      | DNF         | 13    | 1:27,854 (28.)   |
| –    | Giancarlo Fisichella  | Benetton-Renault | 31     | 1      | DNF         | 19    | 1:29,644 (14.)   |
| –    | Jacques Villeneuve    | BAR-Honda        | 30     | 1      | DNF         | 11    | 1:27,614 (27.)   |
| –    | Gastón Mazzacane      | Prost-Acer       | 28     | 1      | DNF         | 20    | 1:28,954 (21.)   |
| –    | Michael Schumacher    | Ferrari          | 24     | 1      | DNF         | 04    | 1:27,229 (21.)   |
| –    | Kimi Räikkönen        | Sauber-Petronas  | 17     | 0      | DNF         | 10    | 1:28,604 (17.)   |
| –    | Jos Verstappen        | Arrows-Asiatech  | 6      | 0      | DNF         | 17    | 1:30,403 (04.)   |
| –    | Fernando Alonso       | Minardi-European | 5      | 0      | DNF         | 18    | 1:31,671 (04.)   |

## WM-Stände nach dem Rennen
Die ersten sechs des Rennens bekamen 10, 6, 4, 3, 2 bzw. 1 Punkt(e).

### Fahrerwertung
| Pos. | Fahrer                | Konstrukteur     | Punkte |
| ---- | --------------------- | ---------------- | ------ |
| 01   | Michael Schumacher    | Ferrari          | 26     |
| 02   | David Coulthard       | McLaren-Mercedes | 26     |
| 03   | Rubens Barrichello    | Ferrari          | 14     |
| 04   | Ralf Schumacher       | Williams-BMW     | 12     |
| 05   | Nick Heidfeld         | Sauber-Petronas  | 7      |
| 06   | Heinz-Harald Frentzen | Jordan-Honda     | 6      |
| 07   | Mika Häkkinen         | McLaren-Mercedes | 4      |
| 08   | Jarno Trulli          | Jordan-Honda     | 4      |
| 09   | Olivier Panis         | BAR-Honda        | 3      |
| 10   | Giancarlo Fisichella  | Benetton-Renault | 1      |
| 11   | Kimi Räikkönen        | Sauber-Petronas  | 1      |

| Pos. | Fahrer             | Konstrukteur     | Punkte |
| ---- | ------------------ | ---------------- | ------ |
| 12   | Jos Verstappen     | Arrows-Asiatech  | 0      |
| 13   | Jacques Villeneuve | BAR-Honda        | 0      |
| 14   | Jean Alesi         | Prost-Acer       | 0      |
| 15   | Luciano Burti      | Jaguar-Cosworth  | 0      |
| 16   | Tarso Marques      | Minardi-European | 0      |
| 17   | Jenson Button      | Benetton-Renault | 0      |
| 18   | Enrique Bernoldi   | Arrows-Asiatech  | 0      |
| 19   | Eddie Irvine       | Jaguar-Cosworth  | 0      |
| 20   | Fernando Alonso    | Minardi-European | 0      |
| 21   | Gastón Mazzacane   | Prost-Acer       | 0      |
| –    | Juan Pablo Montoya | Williams-BMW     | 0      |

### Konstrukteurswertung
| Pos. | Konstrukteur     | Punkte |
| ---- | ---------------- | ------ |
| 01   | Ferrari          | 40     |
| 02   | McLaren-Mercedes | 30     |
| 03   | Williams-BMW     | 12     |
| 04   | Jordan-Honda     | 10     |
| 05   | Sauber-Petronas  | 8      |
| 06   | BAR-Honda        | 3      |

| Pos. | Konstrukteur     | Punkte |
| ---- | ---------------- | ------ |
| 07   | Benetton-Renault | 1      |
| 08   | Arrows-Asiatech  | 0      |
| 09   | Prost-Acer       | 0      |
| 10   | Jaguar-Cosworth  | 0      |
| 11   | Minardi-European | 0      |